# Алакське повстання
Алакське повстання — повстання жителів аулу Кизилкесік Кизилтаського району Семипалатинскої губернії в 1931 році проти насильницької колективізації. У повстанні брали участь жителі нинішніх Аксуатського і Кокпектинського районів.
Почалось повстання після того, як у авторитетних місцевих мешканців Жакула Кушик, колишнього глави волості, Мукиш Куан та Касим Козибаєва було конфісковано майно. Співробітники ОГПУ застрелили хаджу Трайис. Повстання було жорстоко придушене. Зрозумівши, що проти радянського уряду вони безсилі, повстанці перейшли через кордон в Китай.